# 以斯拉記
《以斯拉記》或譯《厄斯德拉上》（希伯来语：סֵפֶר עֶזְרָא），是圣经全书中第15本书，由以斯拉在公元前460年左右完成。以斯拉在波斯帝国摧毁巴比伦帝国后，重建耶路撒冷的工作陆续完成，以斯拉带领一批犹太人返回应许之地，比喻為以色列人從被擄中歸回，重建神的殿與經綸。以斯拉记就是记述这名犹太人在这段时期的经历。

## 寫作背景
耶路撒冷按照聖經預言：巴比倫治下經歷荒涼的70年期限即將滿了。巴比倫一向都以不釋放俘虜著稱，但耶和華的話語必證明强於巴比倫的勢力。耶和華的百姓獲得釋放乃是指日可待的事。耶和華荒廢的聖殿必被重建，耶和華的祭壇也必有人在其上重新獻上贖罪祭。耶路撒冷會再次聽到耶和華真正敬拜者的歡聲和讚美。
耶利米曾預言荒涼時期的長度，以賽亞則預言被擄者會怎樣獲得釋放。以賽亞更指名宣告波斯的居魯士是「耶和華的牧者」，他會使高傲狂妄的巴比倫從聖經歷史中第三個世界霸權的位置上傾倒。
巴比倫亡國的悲劇發生於公元前539年10月5日（格雷果里曆）的晚上，當時巴比倫王伯沙撒和群臣正開懷痛飲，向他們的鬼神致敬。為了加添他們的異教荒宴之樂，他們用耶和華的殿的聖潔器皿舉杯共醉！居魯士當晚就在巴比倫的城牆外應驗了聖經的預言。

### 真确性
公元前539年是個關鍵日期，意即世俗歷史與聖經歷史均完全一致的一個日期。居魯士在巴比倫作王第一年，便“下詔通告全國”，授權給猶太人返回耶路撒冷重建耶和華的殿。這個命令大约是在公元前538年末或537年初發出的。於是，一群忠心的餘民及時返回耶路撒冷，在公元前537年“七月”（即提斯利月，相當於陽曆9月到10月間），即尼布甲尼撒摧毁猶大和耶路撒冷之後剛好70年屆滿的月份，在故土重築祭壇，再次獻上祭牲。
「復興」是以斯拉記一書的寫作背景。從第7章第27節至第9章，執筆者在叙述時用第一人身的稱謂，從而表明執筆者便是以斯拉本人。以斯拉既是個“敏捷的文士，通達⋯⋯摩西的律法書”，而且滿懷信心，“定志考究遵行耶和華的律法，又將律例典章教訓以色列人，”是故他具備充分資格執筆寫成這項歷史記載，正如他寫下歷代志一般。（《以斯拉記》第7章第6节参）既然以斯拉記是歷代志的延續，因此一般人均認為它是在同一時期內参看約公元前460年参看寫成的。它包含約70年的時期，從猶太人像“死亡之子”一般國破家亡，流離四散，到以斯拉返回耶路撒冷，完成聖殿的重建工程及重新潔淨祭司職任的安排為止。

## 关于作者和其地位
以斯拉這個希伯來名字的意思是“幫助”。以斯拉記和尼希米記原本同屬一卷。後來猶太人把這卷經書一分為二，稱為以斯拉記上、下，最後再將以斯拉記下稱為尼希米記。以斯拉記的結束和尼希米記的開始在時間上相隔了12年，尼希米記所包含的時期是從公元前456年末至前443年之後。現代的希伯來文聖經均把這兩本經書分别稱為以斯拉記和尼希米記，其它的現代聖經譯本亦然。以斯拉記有若干部分（《以斯拉記》第4章第8节参至《以斯拉記》第6章第18节参，及《以斯拉記》第7章第12节至第26节参）是用亞蘭文寫成，其餘的部分則全以希伯來文寫成。這兩種文字以斯拉都同樣精通。
論到以斯拉記的正典地位，奧爾布賴特（W. F. Albright）在他的論文《經過二十年考古研究的聖經》中寫道：“考古學的資料證據顯示耶利米書、以西結書、以斯拉記和尼希米記是聖經原本的正典，這是毋庸置疑的；這些資料證實了傳統所載的各歷史事件及其先後次序。”
雖然以斯拉記的資料沒有被基督教希臘文聖經的執筆者直接引用，但它是聖經正典的一部分是毫無疑問的。它叙述耶和華與猶太人交往的事迹，一直到希伯來文聖經的各書被編集成册為止。根據猶太人的傳統見解，編集聖經各書的工作主要是由以斯拉負責完成。此外，以斯拉記也證實了與復興以色列有關的許多預言的真確性，從而證明此書與聖經其餘部分完全協調一致，確是聖經裏一個不可或缺的重要部分。此外它倡導純真的崇拜，並且不遺餘力地使耶和華上帝的偉大名字成聖。

## 主題特色
以斯拉記與尼希米記二書内容取材甚廣，包括波斯官方文件（如詔書）、家譜、聖殿供職人士家族名單、以斯拉及尼希米親身的記錄。語文方面，以斯拉記除用希伯來文外，部分是用亞蘭文記載。
被擄後歸回猶大的以色列人在以斯拉和尼希米的領導下，在信仰上醒悟過來：他們是被放逐後剩餘的少數，能够重歸故土，足見是神的恩待；神的手滿有能力，使他們在危險和萬難下得以重建聖城和聖殿。他們覺悟到過去信仰上的失敗導致他們受罰被逐。現在他們矢志向神盡忠，順從摩西律法，並分別為聖，不沾染外邦異教，使猶太信仰的精粹得以保存。

## 本書大綱
1. 所羅巴伯率眾第一次回歸（《以斯拉記》第1章第1节参–《以斯拉記》第2章第70节参）
2. 恢復崇拜，重建殿基（《以斯拉記》第3章第1节参–《以斯拉記》第3章第13节参）
3. 大流士時聖殿重建（《以斯拉記》第4章第1节参–《以斯拉記》第6章第22节参）
4. 以斯拉率眾第二次回歸（《以斯拉記》第7章第1节参–《以斯拉記》第8章第36节参）
5. 離婚問題（《以斯拉記》第9章第1节参–《以斯拉記》第10章第44节参）

## 主要内容

### 餘民返國
（覆盖《以斯拉記》第1章第1节参-《以斯拉記》第3章第6节参）。耶和華的靈激動波斯王居魯士的心，使他下詔通告全國，囑咐猶太人返回耶路撒冷重建聖殿。他也促請那些留在巴比倫的猶太人甘心樂意地捐獻資助建殿工程，並安排重返故土的猶太人把原屬聖殿所有的器皿帶回去。波斯王派猶大支派的首領兼大衛王的後裔──所羅巴伯（設巴薩）──作省長，帶領被釋放的百姓，此外也立耶書亞（約書亞）作大祭司。）耶和華手下一群忠心的僕人──可能為數約20萬，包括男、女、孩童参看浩浩蕩蕩地踏上遙遠的歸途。到猶太曆七月，他們已抵達家鄉，散住在各城裏，然後他們齊集在耶路撒冷城中，在殿的壇上獻燔祭，並於公元前537年的秋季守住棚節。至此，70年的荒涼果然如期結束！

### 重建聖殿
（覆盖《以斯拉記》第3章第7节参-《以斯拉記》第6章第22节参）。所有建殿材料均預備好了。在他們重返故土的第二年，匠人奠下了耶和華殿的根基，衆人都大聲歡呼，那些見過舊殿的老年人更禁不住放聲大哭。有些鄰近的居民和仇敵表示願意協助興建聖殿的工程，聲稱他們自己也尋求同一位上帝，但猶太餘民卻堅決拒絶與他們結盟。敵人繼續試圖使猶太人灰心及阻撓他們的工作，這樣的騷擾從居魯士在位的日子一直延續到大流士作王為止。後來，到了“亞達薛西”（伯狄亞，或可能是個名叫吉馬太的古波斯祆教徒，在公元前522年）作王時，敵人取得王的諭旨，强行終止了一切建殿工程。這項禁令一直執行到“波斯王大流士第二年”（公元前520年）。這樣，工程在奠基後中斷了逾15年之久。
然後，耶和華差遣預言者哈該和撒迦利亞去勉勵所羅巴伯和耶書亞，使他們恢復熱心，繼續執行建殿的工作。敵人再次向王申訴；雖然如此，工程仍加緊進行。大流士一世（希斯塔斯普）在查究了先王居魯士的詔書後，下令各人不得阻撓此項工程；他甚至吩咐反對者提供物資去協助工程進行。在耶和華的預言者不斷鼓勵和强化之下，整座聖殿在不及五年內便建造完畢。當時是大流士王在位第六年的亞達月，亦即接近公元前515年的春季；整項建造工程約費時20年。（《以斯拉記》第6章第14节至第15节参）上帝的殿終於在一片歡呼聲中，在獻上適當祭牲之後，正式落成啟用。衆民一同守逾越節，然後又“歡歡喜喜地守除酵節七日”。（《以斯拉記》第6章第22节参）衆人都一同歡喜快樂地把這第二間聖殿獻給耶和華，同聲讚美他。

### 以斯拉返回耶路撒冷
（覆盖《以斯拉記》第7章第1节参-《以斯拉記》第8章第36节参）差不多過了50年，到公元前468年，即波斯王阿尔塔薛西斯一世（拉丁语：Longimanus；英语：long-handed，因他的右手較左手為長）作王的第七年。以斯拉是個熟練的文士，“王允准他一切所求的”，他於是返回耶路撒冷給予當地所亟需的幫助。（以斯拉记7:6）王在諭旨中也鼓勵猶太人可隨意跟以斯拉回去，並把許多金、銀器皿賜下供聖殿使用，並送給他們大量麥子、酒、油和鹽。王又下令祭司及在聖殿裏供職的人均不用納税。此外，王也委派以斯拉負責統籌一切教導百姓的工作，並宣布凡不遵行上帝律法和國王命令的人都要被治死。以斯拉對耶和華通過波斯王的手所顯的慈愛滿懷感激。他不敢怠慢，立即着手執行任務。
至此，以斯拉開始以第一人稱寫下他親身經歷的記載。他把所有打算重返故土的猶太人招聚在亞哈瓦河邊，向他們提出最後的訓示。當時以斯拉齊集起來的人除了為數約1500名的成年男子外也額外邀請了一些利未人出席。以斯拉深知路途險阻甚多，但他並沒有求王派兵護送他們，因為此舉可能招致别人誤會，以為他們對耶和華缺乏信心。反之他宣告禁食，並帶領所有人在上帝面前懇切祈求。這個禱告得蒙垂聽，耶和華在整個旅途上都伸手保佑他們。他們終於能够平安地把各樣財物（以現代的價值計算超過4300萬美元）帶返耶路撒冷耶和華的殿中。

### 潔淨祭司
（覆盖《以斯拉記》第9章第1节参-《以斯拉記》第10章第44节参）。猶太人重返故土居住的69年間，並非事事如意。以斯拉聽到一些令他憂慮不安的事，原來百姓、祭司和利未人當中有許多均娶了外邦的迦南女子為妻。忠心耿耿的以斯拉大為震怒。他在耶和華面前禱告求助。衆民均承認自己的罪，並囑咐以斯拉“當奮勉而行”。（《以斯拉記》第10章第4节参）他作出安排，要所有違背上帝律法擅娶外邦女子為妻的猶太人把此等女子休了。大約經過三個月的時間，這一切不潔的惡行終於從民中除去。

## 基督新教觀點

### 预言的应验
以斯拉記之所以有益首先是由於這本書表明耶和華的預言在應驗方面是百無一誤的。耶利米早已預告耶路撒冷會淪為荒涼，並且會在70年後復興過來。（《耶利米书》第29章第10节参）耶和華準時把他的百姓，一群忠心的餘民，帶回應許之地從事純真的崇拜，由此將他的慈愛表露無遺。

### 支持正确的崇拜
重建的聖殿不單再次高舉耶和華的崇拜，同時證實他以奇妙、仁愛的方式祝福那些渴望從事純真崇拜而歸向他的人。雖然這間聖殿
- 不及所羅門的聖殿那麽華美，但它仍然按照上帝的旨意達成其目的。
- 在物質方面它不像舊殿那麽富麗堂皇。
- 在屬靈的財寶方面這間聖殿也不及以前，例如不再有約櫃在其中。
- 所羅巴伯的聖殿的啟用禮亦無法與所羅門當年的盛況媲美。
- 獻上的牛羊祭牲甚至不及所羅門所獻的百分之一。
- 沒有雲彩般的榮光充滿殿內，更沒有發自耶和華的火焰降下燒去燔祭。

但無論如何，這兩座聖殿都達成了高舉真神耶和華的崇拜的重要目的。
所羅巴伯建造的聖殿、摩西所造的帳幕和所羅門與希律建造的聖殿的各項特色均含有代表性或象徵性。這些事物代表那“真帳幕⋯⋯是主耶和華所支的，不是人所支的”。（《希伯來書》第8章第2节参）這間屬靈聖殿便是基於基督的贖罪祭物使人得以在崇拜中親近上帝的安排。（《希伯來書》第9章第2节参-《希伯來書》第10章第23节参）耶和華的偉大屬靈聖殿具有無與倫比的榮耀和華美；它的光輝永不消逝，遠勝過任何實際的建築物。

### 对今日基督徒
以斯拉記所含的教訓對今日的基督徒具有極大的價值。在這本書裏，
- 耶和華的百姓為他的工作甘心奉獻。[8]
- 耶和華始終如一地供應他百姓的需要，並且大大祝福為了讚美他而舉行的聚會而深受鼓勵。（《以斯拉記》第6章第16节参，《以斯拉記》第6章第22节参）
- 尼提寧人和其他歸信的外邦人的好榜樣；他們跟隨餘民返回耶路撒冷，盡心竭力支持耶和華的崇拜。（《以斯拉記》第2章第43节参，《以斯拉記》第2章第55节参）
- 此外，犹太百姓因與信奉異教的鄰族通婚而受到告誡時，他們立即就謙卑地悔改。（《以斯拉記》第10章第2节至第4节参）
- 不良的交往令上帝不悦。（《以斯拉記》第9章第14节至第15节参）歡樂地熱心從事上帝的工作則帶來他的嘉許和祝福。[9]

### 閱讀聖經
- 以斯拉記（页面存档备份，存于） （繁体）
- 以斯拉记（页面存档备份，存于） （简体）